# 타샤 텔레스

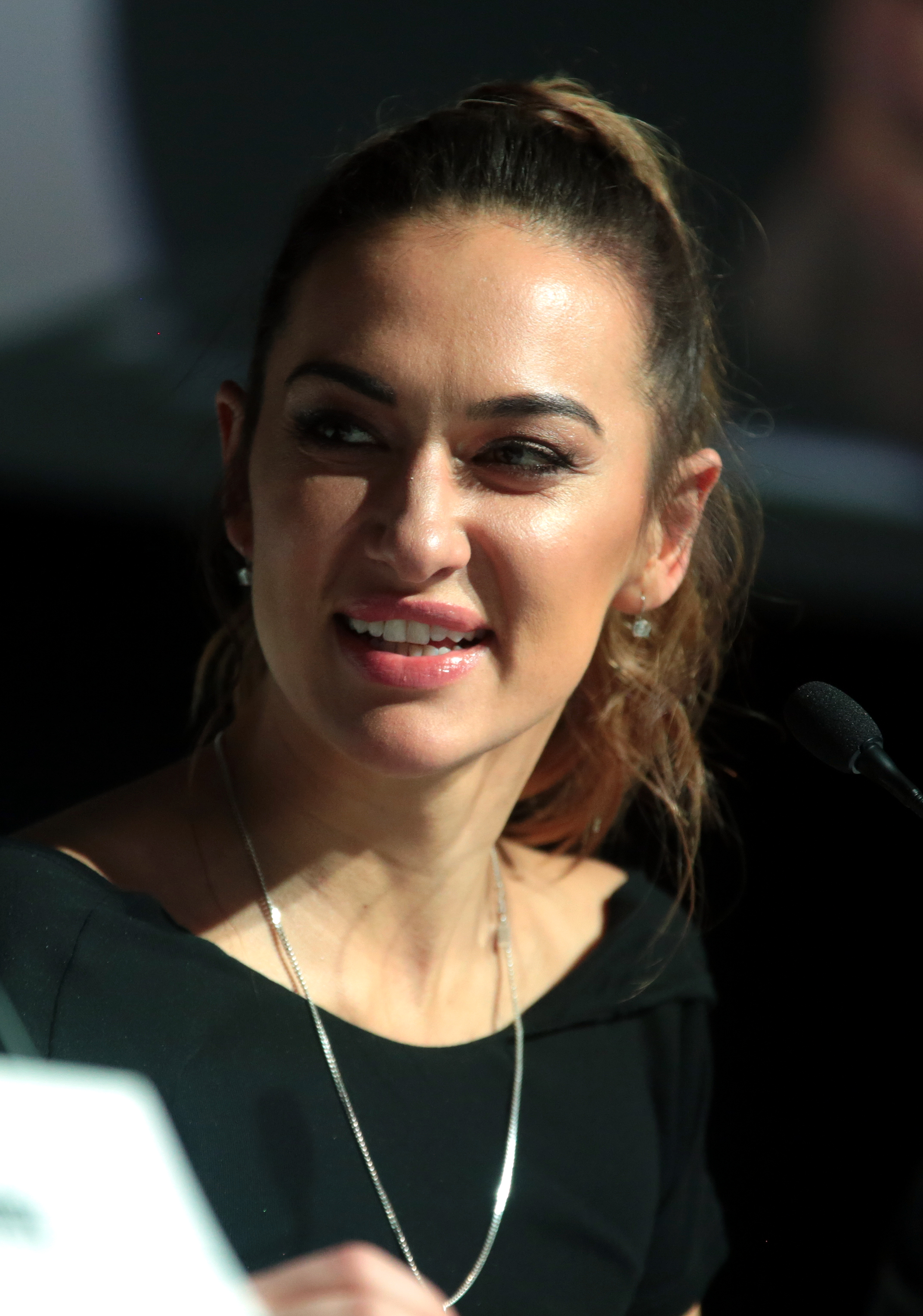

타샤 텔레스(Tasya Teles, 1985년 2월 1일 ~ )는 캐나다의 배우이다.
토론토에서 태어났다.

## 영화
- 스킨 트레이드 (2014년) - 로사 캐시디 역
- 엔드 오브 디 어스 (2013년) - 마리아 역